# ロマリンダ (カリフォルニア州)
ロマリンダ（Loma Linda）は、アメリカ合衆国カリフォルニア州のサンバーナーディーノ郡にある都市。人口は2万4791人（2020年）。サンバーナーディーノの南に隣接している。

## 概要
1970年に法人化した。名称はスペイン語由来で、意味は「美しい丘」である。市域の北部は平地で州間高速道路10号線が通っている。市域の南部は丘陵地でリバーサイド郡との境界になっている。セブンスデー・アドベンチスト教会系のロマリンダ大学がダウンタウンに立地している。

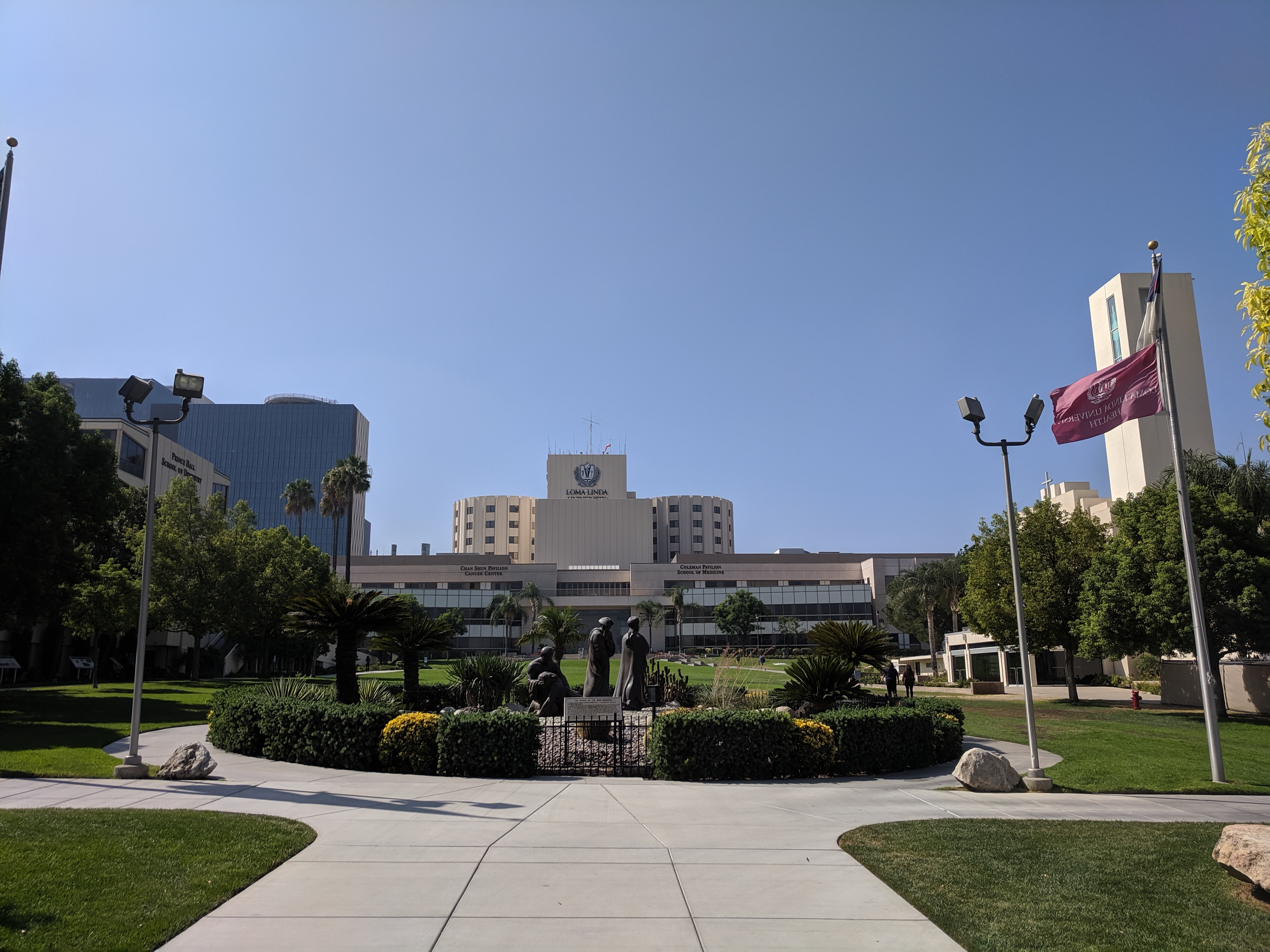
ロマリンダ大学

## 関係者
- マシュー・モディーン：俳優